# Italiaanse Oorlog (1499-1504)
De Tweede Italiaanse Oorlog (1499 – 1504) was de tweede van de Italiaanse Oorlogen. Deze werd gevoerd door Lodewijk XII van Frankrijk en Ferdinand II van Aragón, en een alliantie van Italiaanse krachten. 
Op het einde van de Eerste Italiaanse Oorlog had Ludovico Sforza, heerser van het hertogdom Milaan van kamp gewisseld. De nieuwe koning van Frankrijk Lodewijk vond als erfgenaam van Valentina Visconti dat hij recht had op de troon van Milaan en als opvolger van Karel VIII van Frankrijk op Napels.
In 1499 ging Lodewijk een alliantie aan met de republiek Venetië en Zwitserland en viel het hertogdom Milaan binnen. Ludovico Sforza had Zwitserse landsknechten gehuurd, maar bij zijn terugkomst bleek zijn stad bezet door Gian Giacomo Trivulzio, die zich had aangesloten bij de Fransen. Het leger van Sforza werd al snel verslagen en hijzelf werd gevangengezet in Frankrijk.
De daad moest worden bekrachtigd door de grootmachten van die tijd. Op 11 november 1500 ondertekende Louis een geheim verdrag met Ferdinand II van Aragón over de opsplitsing van het koninkrijk Napels. Op 25 juni 1501 gaf paus Alexander VI zijn zegen.
Met het Verdrag van Trente van 13 oktober 1501 tussen Lodewijk en keizer Maximiliaan I erkende Oostenrijk alle Franse veroveringen in het noorden van Italië.
In 1501 werd Napels veroverd door Franse en Spaanse troepen. De twee koningen ruzieden hierna echter over de verdeling. Er waren meerdere schermutselingen tussen de Spaanse en Franse invloedszones. In 1503 vond het Duel van Barletta plaats: een tornooi tussen dertien Italiaanse edelen en dertien Franse edelen.
Al deze spanningen leidden tot een oorlog tussen Spanje en Frankrijk. Nadat Lodewijk was verslagen in de Slag bij Cerignola (1503) en de Slag bij Garigliano door de Spanjaarden onder Gonzalo Fernández de Córdoba trok hij zich terug uit Napels naar Lombardije.

## Verdragen
Het Verdrag van Lyon (1504) werd getekend op 31 januari 1504 tussen Lodewijk XII van Frankrijk en Ferdinand II van Aragón. Hiermee stond Frankrijk Napels af aan Spanje. Ook de verdere grenzen van hun Italiaanse bezittingen werden afgesproken, waarbij Frankrijk rond Milaan Noord-Italië in handen had en Spanje Sicilië en Zuid-Italië.
Het Verdrag van Blois op 22 september 1504 betrof het voorgestelde huwelijk tussen Karel van Luxemburg, de toekomstige keizer Karel V, en Claude van Frankrijk, dochter van Lodewijk en Anna van Bretagne.
Indien koning Lodewijk XII zou sterven zonder mannelijke nazaat, dan zou Karel van Luxemburg als bruidsschat het hertogdom Milaan, de republiek Genua, het hertogdom Bretagne, de graafschappen Asti en Blois, het hertogdom Bourgondië, het onderkoninkrijk Auxonne, Auxerrois, Mâconnais en Bar-sur-Seine krijgen.
Italiaanse Oorlog (1494-1498) · Italiaanse Oorlog (1499-1504) · Oorlog van de Liga van Kamerijk (1508-1516) · Oorlog van Urbino (1517) · Italiaanse Oorlog (1521-1526) · Oorlog van de Liga van Cognac (1526-1536) · Italiaanse Oorlog (1535-1538) · Italiaanse Oorlog (1542-1546) · Italiaanse Oorlog (1551-1559)